# Dirk Kipper
Dirk Kipper (* 23. Juni 1963 in Hamm) ist ein Generalmajor des Heeres der Bundeswehr und seit Januar 2024 Deputy Chief of Staff Operations beim Joint Support and Enabling Command der NATO in Ulm.

## Militärische Laufbahn
Kipper trat in die Bundeswehr ein und durchlief als Offizieranwärter die Offizierausbildung der Nachschubtruppe, die später in der Heereslogistiktruppe aufging. Von 1998 bis 2000 nahm er an der Ausbildung zum Offizier im Generalstabsdienst an der Führungsakademie der Bundeswehr in Hamburg teil (41. Generalstabslehrgang).
Kipper war 2004, im Dienstgrad eines Oberstleutnants, Bataillonskommandeur des Transportbataillons 801 in der Lipperland-Kaserne in Lippstadt.
Ab 1. Februar 2018 war Kipper Abteilungsleiter Unterstützung im Kommando Heer, bevor er zum 1. Oktober 2020 den Dienstposten als Abteilungsleiter Planung und internationale Zusammenarbeit im Kommando Heer antrat, den zuvor Stefan Zeyen besetzt hatte. Nachfolger als Abteilungsleiter Unterstützung wurde Michael Meinl. Im Mai 2022 übernahm Kipper das Kommando über die Technische Schule des Heeres. Dieses übergab Kipper im Januar 2024 an Oberst Stephan Kurjahn. Kipper wurde, unter Beförderung zum Generalmajor, Deputy Chief of Staff Operations beim Joint Support and Enabling Command der NATO in Ulm.